# Adriano Emperado
Adriano Directo Emperado (Honolulu, 16 giugno 1926 – Honolulu, 4 aprile 2009) è stato un artista marziale statunitense.
Ha contribuito attivamente, in un gruppo di cinque artisti marziali ad elaborare un'arte marziale di autodifesa al quale è stato attribuito il nome di Kajukenbo.
La sua infanzia, dura e difficile, la vive a Honolulu, capitale delle isole Hawaii . Ha praticato inizialmente l'Escrima, un'arte marziale che successivamente ha influenzato diversi aspetti del suo Kajukenbo. In seguito si è interessato al Kempo raggiungendo il grado di cintura nera di quinto livello, sotto la direzione del maestro, William K. S. Chow.
Nel 1947, cinque artisti marziali hanno formato la Società delle Cinture Nere, incontrandosi in un quartiere di Honolulu conosciuto come Borgo di Palama per elaborare un sistema supremo di autodifesa. Erano: Peter Y. Choo, maestro di tangsudo - il Karate coreano, Frank Ordonez, maestro di Jujitsu, Joseph Holck , maestro di Jūdō, Adriano Emperado, maestro di Kenpō ed Escrima, e Clarence Chang, maestro del Wushu degli Shaolin, considerato anche come il "pugilato cinese". Dopo due anni, questi cinque maestri marziali hanno creato un sistema molto efficace nei combattimenti di strada. Questo sistema ha derivato il suo nome, "Kajukenbo", dalle prime lettere dei quattro stili dai quali era stato creato. Da allora, tale arte marziale ha acquisito una reputazione come "l'arte perfezionata di combattimento sporco su strada", come riferito da uno dei membri del team.
La prima scuola di Kajukenbo viene aperta a Borgo di Palama, nella città di Honolulu, diretta da Emperado e da suo fratello, Joe. Per essere invincibili sulle strade, l'allenamento che si impartiva agli studenti era realistico e brutale, il cui combattimento prevedeva un totale corpo a corpo. Le contusioni erano un evento quotidiano, per cui il numero degli studenti, presto diminuì sensibilmente. La scuola di Emperado ha insegnato a molti studenti, i quali, in futuro, avrebbero ottenuto notevoli successi, influenzando anche la comunità internazionale delle arti marziali: Sid Asuncion, Tony Ramos, Charles Gaylord, Aleju Reyes, Joe Halbuna ed Al Dacascos, per citarne qualcuno.
Nel 1959, Emperado inizia a fondere il Wushu con il Kajukenbo, che pone l'accento sulla tecnica dura del Karate, con una combinazione di tecniche dure e molli. Il Kajukenbo si è evoluto in uno stile aperto al miglioramento disposto ad accettare variazioni efficaci provenienti da tutte le arti marziali.
Il Kajukenbo moderno fa tesoro delle sue passate eredità, ma deve la sua reputazione come arte marziale, funzionale a qualunque combattimento su strada. A causa di una vita orientata verso i contributi alle arti marziali, la rivista Black Belt Magazine, la Rivista della Cintura Neram ha nominato Adriano Emperado il suo Istruttore dell'anno nel 1991.
| Controllo di autorità | Europeana agent/base/14811 |